# Астей (село)
Астей (укр. Астей, венг. Asztély) — село в Великобыйганьской сельской общине Береговского района Закарпатской области Украины. Находится непосредственно возле государственной границы Украины с Венгрией.
Население по переписи 2001 года составляло 677 человек. Почтовый индекс — 90250. Телефонный код — 03141. Код КОАТУУ — 2120480101. До 2002 года входило в состав Мочолянского сельского совета с кодом 2120486002.

## История
Первое упоминание о селе датируются в 1492 г. В XIV—XVIII веках селом владели различные феодалы (Булчуи, Лоньои, Липовци, Уйхеи, Торновци, Мотхузаи, Перени и Телеки). В 1566 село подверглось опустошительному набегу крымских татар.
В 1946 году указом ПВС УССР село Астель переименовано в Лужанку.
В 1991 году селу возвращено историческое название.